# Tomasz Sabaudzki-Genueński
Tomasz Wiktor Albert Sabaudzki-Genueński (wł. Tomasso Vittorio Alberto di Savoia-Genua; ur. 6 lutego 1854 w Turynie, zm. 15 kwietnia 1931 tamże) – członek dynastii sabaudzkiej, admirał.

## Życiorys

### Rodzina i wczesne lata
Tomasz Sabaudzki-Genua urodził się w Pałacu Chiablese w Turynie 6 lutego 1854 roku, jako syn Ferdynanda Sabaudzkiego-Genueńskiego i Elżbiety Saksońskiej. Był młodszy bratem Małgorzaty Sabaudzkiej, przyszłej królowej Włoch. Osierocony, przez ojca w pierwszym roku życia, odziedziczył tytuł księcia Genui, Tomasz został umieszczony pod opieką wuja Wiktora Emanuela II, który wysyłał go do Harrow School w Londynie.

### Kariera w marynarce wojennej
Uczestniczy w życiu sportowym, od 31 marca 1879 do 20 września 1881 roku, w stopniu komandora porucznika, później mianowany komandorem podczas przeprawy, okrążył cały świat na pokładzie korwety „Vettor Pisani”, włoskiego okrętu wojennego w swoim trzecim rejsie oceanicznym.

### Małżeństwo i dzieci
W dniu 15 kwietnia 1883 roku ożenił się, w zamku Nymphenburg w Monachium, z Izabelą Bawarską (1863–1924). Z ich związku urodziły się:
- Ferdynand (1884–1963), żonaty z Marią Luisą Alliaga Gandolfi z Ricaldone, bez dzieci.
- Filibert (1895–1990), żonaty z Lidią z Arenberg, bez dzieci.
- Maria Bona (1896–-1971), wyszła za Konrada Bawarskiego, dwoje dzieci.
- Wojciech (1898–1982 r.), nieżonaty, bez dzieci.
- Maria Adelajda (1904–1979), zamężna z księciem Lwem Maksymilianem z Arsoli, sześć dzieci.
- Eugeniusz (1906–1996), żonaty z Łucją Burbon-Obojga Sycylii, jedna córka.

### Ostatnie lata i śmierć
W 1915 roku, po przystąpieniu Włoch do pierwszej wojny światowej, Wiktor Emanuel III, decyduje się przenieść z Rzymu na front, powierzając część swoich funkcji królewskich Tomaszowi nominując go na naczelnika królestwa. Funkcja była jednak prawie wyłącznie honorowa i nie dawała faktycznej władzy. Niemniej jednak, w tym okresie, dekrety królewskie nosiły nazwę dekretów naczelnika i nosiły, zamiast podpisu króla, podpis księcia Tomasza. Naczelnik został również wyznaczony do rozwiązania nadzwyczajnej sytuacji spowodowanej w środkowych Włoszech przez trzęsienia ziemi w Avezzano 13 stycznia 1915 roku.
Tomasz zmarł w Turynie w 1931 roku. Spoczywa w krypcie królewskiej w bazylice w Superdze, blisko stolicy Piemontu. Jego tytuł książęcy przeszedł na najstarszego syna Ferdynanda.

## Tytuły i odznaczenia
- Kawaler Najwyższego Orderu Zwiastowania Najświętszej Marii Panny (Order Annuncjaty) – 1872[2][4]
- Kawaler Krzyża Wielkiego Orderu Świętych Maurycego i Łazarza (Włochy) – 1872[2]
- Kawaler Krzyża Wielkiego Orderu Korony Włoch – 1872[2]
- Kawaler Rycerskiego Orderu Domowego Św. Huberta[2]
- Kawaler Orderu Korony Żelaznej[3]
- Kawaler Orderu Orła Czarnego[3]
- Kawaler Królewskiego Orderu Serafinów[3]
- Kawaler Orderu Świętego Andrzeja Apostoła Pierwszego Powołania[3]
- Baliw Krzyża Wielkiego Honoru i Dewocji Suwerennego Rycerskiego Zakonu Szpitalników św. Jana, z Jerozolimy, z Rodos i z Malty[3]
- Baliw Honory Świętego Konstantyńskiego Orderu Rycerskiego Świętego Jerzego[3]

## Rodowód
| Tomasz Sabaudzki-Genua | Ojciec: Ferdinand Sabaudzki-Genua | Dziadek po mieczu: Karol Albert Sabaudzki        | Pradziadek po mieczu: Karol Emanuel Sabaudzki-Carignano | Prapradziadek po mieczu: Wiktor Amadeusz II Sabaudzki-Carignano   |
| Tomasz Sabaudzki-Genua | Ojciec: Ferdinand Sabaudzki-Genua | Dziadek po mieczu: Karol Albert Sabaudzki        | Pradziadek po mieczu: Karol Emanuel Sabaudzki-Carignano | Praprababka po mieczu: Józefina Teresa Lotaryńska-Brionne         |
| Tomasz Sabaudzki-Genua | Ojciec: Ferdinand Sabaudzki-Genua | Dziadek po mieczu: Karol Albert Sabaudzki        | Prababka po mieczu: Maria Krystyna Kurlandzka           | Prapradziadek po mieczu: Karol Saksoński                          |
| Tomasz Sabaudzki-Genua | Ojciec: Ferdinand Sabaudzki-Genua | Dziadek po mieczu: Karol Albert Sabaudzki        | Prababka po mieczu: Maria Krystyna Kurlandzka           | Praprababka po mieczu: Franciszka Krasińska                       |
| Tomasz Sabaudzki-Genua | Ojciec: Ferdinand Sabaudzki-Genua | Babka po mieczu: Maria Teresa Habsburg-Toskańska | Pradziadek po mieczu: Ferdynand III Toskański           | Prapradziadek po mieczu: Leopold II Habsburg-Lotaryński           |
| Tomasz Sabaudzki-Genua | Ojciec: Ferdinand Sabaudzki-Genua | Babka po mieczu: Maria Teresa Habsburg-Toskańska | Pradziadek po mieczu: Ferdynand III Toskański           | Praprababka po mieczu: Maria Ludwika Burbon-Neapol                |
| Tomasz Sabaudzki-Genua | Ojciec: Ferdinand Sabaudzki-Genua | Babka po mieczu: Maria Teresa Habsburg-Toskańska | Prababka po mieczu: Luiza Maria Amelia Burbon-Neapol    | Prapradziadek po mieczu: Ferdynand I Burbon                       |
| Tomasz Sabaudzki-Genua | Ojciec: Ferdinand Sabaudzki-Genua | Babka po mieczu: Maria Teresa Habsburg-Toskańska | Prababka po mieczu: Luiza Maria Amelia Burbon-Neapol    | Praprababka po mieczu: Maria Karolina Habsburg-Lotaryńska         |
| Tomasz Sabaudzki-Genua | Matka: Elżbieta Saksońska         | Dziadek po kądzieli: Jan Saksoński               | Dziadek po kądzieli: Masymilian Saksoński               | Prapradziadek po kądzieli: Fryderyk Krystian Saksoński            |
| Tomasz Sabaudzki-Genua | Matka: Elżbieta Saksońska         | Dziadek po kądzieli: Jan Saksoński               | Dziadek po kądzieli: Masymilian Saksoński               | Praprababka po kądzieli: Maria Antonina Bawarska                  |
| Tomasz Sabaudzki-Genua | Matka: Elżbieta Saksońska         | Dziadek po kądzieli: Jan Saksoński               | Babka po kądzieli: Karolina Burbon-Parma                | Prapradziadek po kądzieli: Ferdynand I Parmeński                  |
| Tomasz Sabaudzki-Genua | Matka: Elżbieta Saksońska         | Dziadek po kądzieli: Jan Saksoński               | Babka po kądzieli: Karolina Burbon-Parma                | Praprababka po kądzieli: Maria Amelia Habsburg-Lotaryńska         |
| Tomasz Sabaudzki-Genua | Matka: Elżbieta Saksońska         | Babka po kądzieli: Amelia Augusta Bawarska       | Dziadek po kądzieli: Maksymilian I Józef Bawarski       | Prapradziadek po kądzieli: Fryderyk Michał Zweibrücken-Birkenfeld |
| Tomasz Sabaudzki-Genua | Matka: Elżbieta Saksońska         | Babka po kądzieli: Amelia Augusta Bawarska       | Dziadek po kądzieli: Maksymilian I Józef Bawarski       | Praprababka po kądzieli: Maria Franciszka Palatynat-Sulzbach      |
| Tomasz Sabaudzki-Genua | Matka: Elżbieta Saksońska         | Babka po kądzieli: Amelia Augusta Bawarska       | Prababka po kądzieli: Karolina Badeńska                 | Prapradziadek po kądzieli: Karol Ludwik Badeński                  |
| Tomasz Sabaudzki-Genua | Matka: Elżbieta Saksońska         | Babka po kądzieli: Amelia Augusta Bawarska       | Prababka po kądzieli: Karolina Badeńska                 | Praprababka po kądzieli: Amelia Fryderyka Hessen-Darmstadt        |